# San Emiliano
San Emiliano (asztúriai nyelven Santu Michanu, leóni nyelven Santu Millanu) település Spanyolországban, León tartományban. Lakosainak száma 596 fő (2024).

## Földrajza
San Emiliano Sena de Luna, Riello, Murias de Paredes, Cabrillanes, Somiedo, Teverga, Quirós és Lena községekkel határos.

## Népesség
A település lakosságának változását az alábbi diagram mutatja:
| Lakosok száma | 884  | 786  | 721  | 682  | 699  | 691  | 678  | 646  | 626  | 596  |
|               | 2001 | 2004 | 2007 | 2009 | 2012 | 2014 | 2017 | 2019 | 2022 | 2024 |